# Panionios Athen
Panionios Athen ist ein griechischer Sportverein aus Nea Smyrni. Neben einer Fußball-, Basketball- und Volleyballabteilung bietet Panionios auch die Sportarten Handball, Judo, Leichtathletik, Schach, Schwimmen, Turnen und Wasserball an. Nach Panathinaikos und AEK ist Panionios Athens größter und beliebtester Verein.
Der Verein wurde am 1. Januar 1890 gegründet. Er war eine Initiative von hundert Männern des Musikvereins „Orpheas“. Sie wollten sportliche Aktivitäten für Jugendliche und Erwachsene in Smyrna (heute Izmir) in Kleinasien anbieten. Schon nach einem Jahr hatte der Verein über 1000 Mitglieder.
Nach der Einnahme von Smyrna durch die türkische Armee im Jahre 1922 entstand der von Vertriebenen im neuen Athener Stadtteil Nea Smyrni gegründete Verein Panionios.

## Fußball
Nach dem Zweiten Weltkrieg wurde von Panionios ein neues Stadion mit dem Namen Nea Smyrni gebaut.
Im Dezember 2001 wurde der Verein in eine professionelle Fußballorganisation mit dem Namen Panionios N.F.C umstrukturiert.
Im Dezember 2004 ermittelte die griechische Staatsanwaltschaft und die UEFA im Zusammenhang mit dem UEFA-Pokal-Gruppenspiel Panionios Athen gegen Dinamo Tiflis. Dabei ging es um den Verdacht der Spielabsprache. Britische Buchmacher hatten hohe Wetteinsätze auf eine Führung der Georgier zur Pause sowie einen Sieg der Griechen registriert, was auch eintrat: In der Pause lag Tiflis 1:0 in Front, Panionios siegte aber noch 5:2. Der anfängliche Verdacht konnte allerdings nicht belegt werden.
Ein Punktspiel zwischen Panionios und Olympiakos Piräus konnte am 9. Januar 2004 wegen schwerer Ausschreitungen nicht beginnen und wurde auch nicht wiederholt. Für beide Teams wurde die nicht ausgetragene Partie mit null Punkten gewertet.

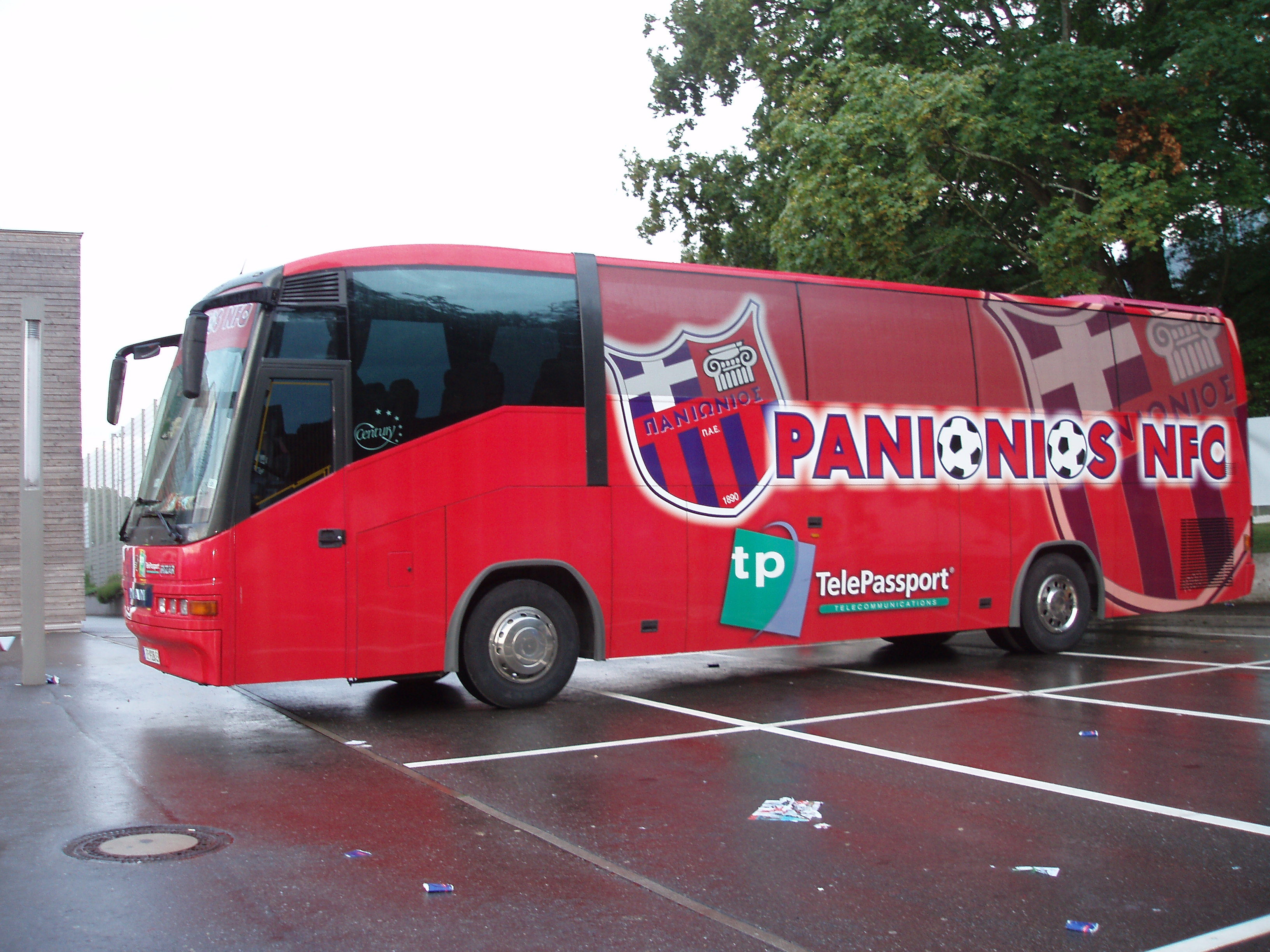
Mannschaftsbus von Panionios

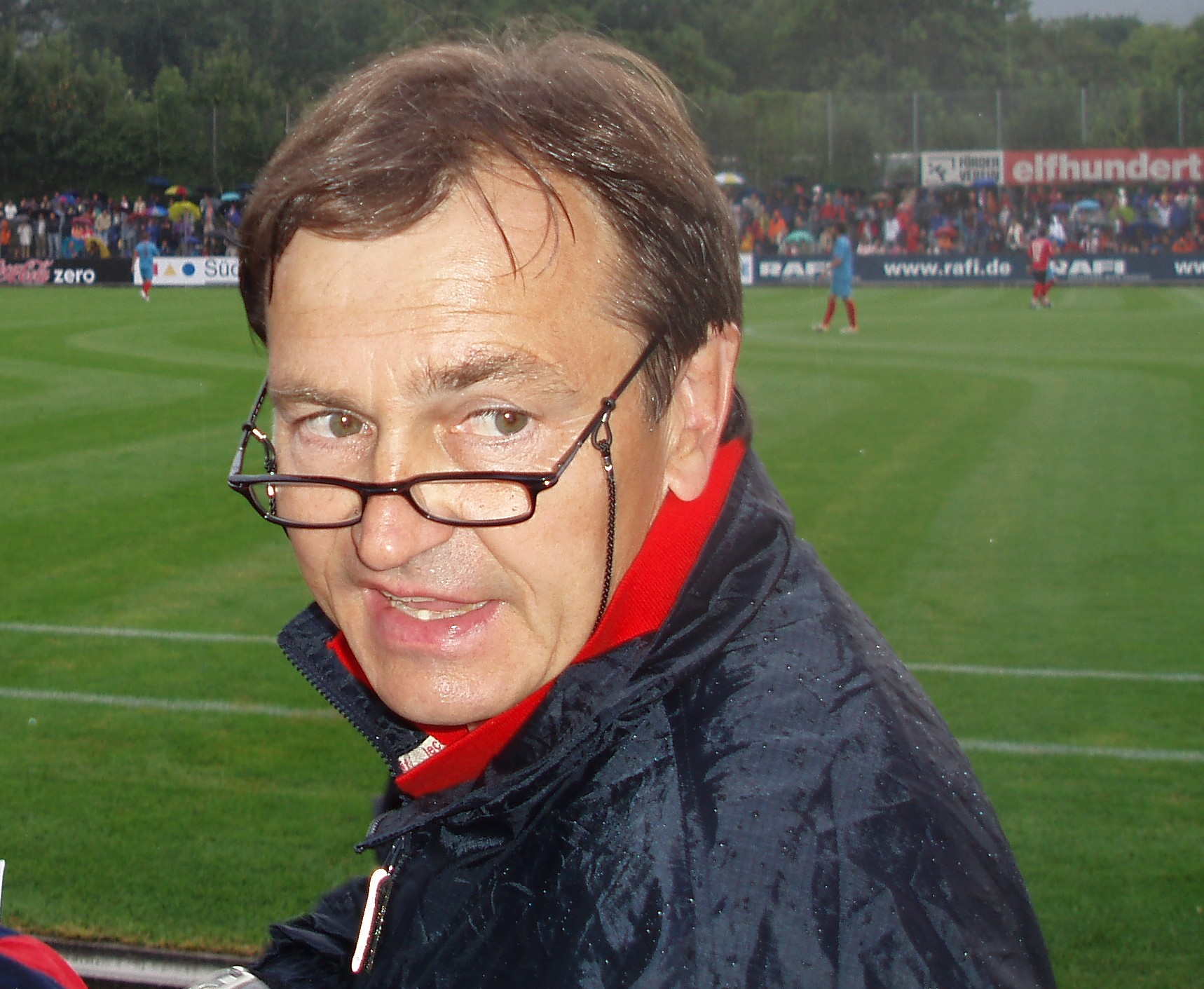
Ehemaliger Cheftrainer Ewald Lienen

Bei den Krawallen zwischen rivalisierenden Fangruppen beider Vereine waren 13 Polizisten und ein Zuschauer verletzt worden. Am 15. Januar 2005 wurden beide Vereine vom griechischen Verband für die Ausschreitung der Zuschauer hart bestraft. Olympiakos musste nach einer Entscheidung des Fußballverbandes EPO 300.000 Euro zahlen, Panionios 110.000 Euro. Darüber hinaus wurden beiden Mannschaften je drei Punkte abgezogen und bei den folgenden vier Heimspielen der Vereine hatten Zuschauer keinen Zutritt.
Seit der Saison 2006/07 war der Deutsche Ewald Lienen Cheftrainer bei Panionios Athen. Am 11. November 2008 hat Ewald Lienen seinen Vertrag vorzeitig aufgelöst. Die Saison 2019/20 beendete der Verein in der Super League auf dem letzten Platz und bekam wegen Vorstößen im Lizenzierungsverfahren sechs Punkte abgezogen. Ab der folgenden Saison trat der Klub nach Insolvenz in der drittklassigen Gamma Ethniki an.

### Titel / Statistik
- Griechischer Pokalsieger: 1979, 1998
- Griechischer Pokalfinalist: 1951, 1952, 1961, 1967, 1989,
- Beste Platzierung (1. Liga): Platz 2 (1971)
- Schlechteste Platzierung (1. Liga): Platz 17 (1996)

## Spieler
- Nikolaos Anastopoulos
- Thomas Christiansen
- Panagiotis Fyssas
- Stathis Chaitas
- Ioannis Pathiakakis
- Gary Owen
- Nikolaos Pentzaropoulos
- Georgios Dedes
- Konstantinos Nestoridis
- Leonildo Lima Batista (Noni Lima)
- Leonidas Kampantais
- Arkadiusz Klimek
- Andreas Lagonikakis
- Grigoris Makos
- Thomas Mavros
- Dimitrios Saravakos
- Athanasios Saravakos
- Milinko Pantić
- Jaroslav Drobný
- Marcelo Pletsch
- Michael Delura
- Thomas Cichon

## Trainer
- Egon Piechaczek (1983–1984)
- Dumitru Dumitriu (2001–2002)
- Ewald Lienen (2006–2008)